# Albert Georg Schwartz

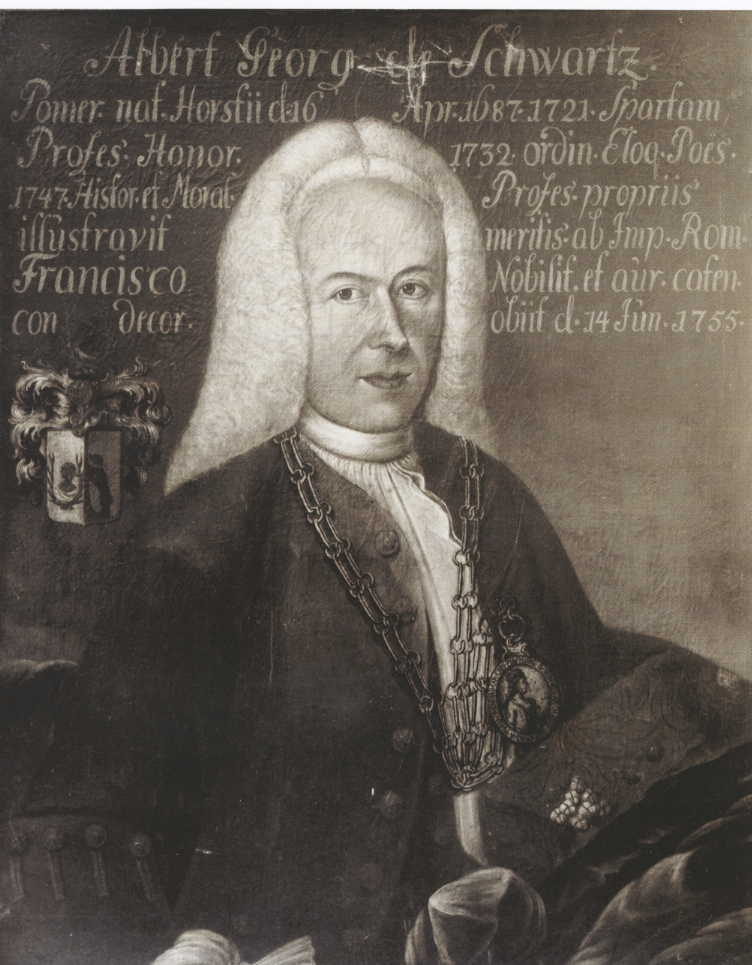
Albert Georg Schwartz

Albert Georg (von) Schwartz (auch Abrecht Georg) (* 16. April 1687 in Horst; † 14. Juni 1755 in Greifswald) war ein deutscher Professor für Geschichte und Philosophie.

## Leben
Albert Georg Schwartz stammte aus einer alten, schon seit 1278 in Greifswald blühenden Patrizierfamilie, welche einen Mohrenkopf zwischen den Stangen eines Hirschgeweihes im Wappen führt, und durch zahlreiche Mitglieder im Rat zu Stralsund und Greifswald vertreten war.
Albert Georg Schwartz war der Sohn von Pfarrer Albrecht Schwartz und Maria Zarnikow. Er besuchte die Greifswalder Stadtschule und ab 1704 das Stralsunder Gymnasium.
1705 begann er in Greifswald Theologie zu studieren. Besonders durch Johann Friedrich Mayer wurde Schwartz gefördert. 1708 ging er nach Wittenberg, wo er besonders bei Caspar Loescher hörte. Nach kurzen Aufenthalten in Leipzig, Halle, Jena und Erfurt kehrte er 1709 nach Greifswald zurück.
1710 nahm er eine Hauslehrerstelle bei der Familie von Behr an, die im Folgejahr durch den Großen Nordischen Krieg beendet wurde. Er wurde danach Hauslehrer beim russischen Stadtkommandanten von Greifswald, Generalmajor von Buck. Als der Generalmajor im Jahr 1713 seinen Abschied aus russischen Diensten nahm, begleitete er dessen Familie nach Mecklenburg. Wenig später wurde er bis in das Jahr 1717 wieder Hauslehrer der Familie und unterrichtete auf deren Gütern. Danach, nach kürzerem Aufenthalten in Lüneburg und Hamburg  in den Jahren 1716 und 1717, wo er wissenschaftliche Kontakte mit Johann Albert Fabricius pflegte, kehrte er nach Greifswald zurück und promovierte dort.
Er begann danach an der Philosophischen Fakultät zu unterrichten. 1721 erhielt er die Adjunktur und wurde Honorarprofessor der Fakultät.
1722 heiratete Schwartz Anna Elisabeth Berendes.
Er wurde 1731 Professor für „Eloquenz und Poetik“ und im Jahr 1747 dann als Nachfolger von Andreas Westphal Professor für Geschichte und praktische Philosophie.
Im gleichen Jahr wurde Albert Georg Schwartz durch Kaiser Franz I. für seine Schrift Altdeutsches Österreich in den Reichsadelsstand erhoben.
Gemeinsam mit Augustin von Balthasar gründete Schwartz die Societas Collectorum Historiae et Juris Patrii in Greifswald, die erste Gesellschaft für pommersche Geschichte.

## Werke (Auswahl)
- Lehn- und Ritter-Guth Ludwigs-Burg. Greifswald 1734 (Digitalisat).
- Versuch einer Pommersch- und Rügianischen Lehn-Historie, enthaltend die zum Lehn-Wesen dieses Landes gehörige Geschichte und Merckwürdigkeiten, von den ältesten bis auf die neuesten Zeiten, mehrentheils nach Urkundlichen Nachrichten  verfasset, auch mit Anmerckungen solcher Art bestätigt und erläutert. Greifswald 1740  (Digitalisat)
- Erörterung zweyer in die Pommersch-Mecklenburgissche Historie tieff einschlagenden Fragen. Greifswald 1742 (Online).
- Diplomatische Geschichte der Pommersch-Rügischen Städte Schwedischer Hoheit nach ihrem Ursprung und erster Verfassung. Greifswald 1755 (Online) (Digitalisat, Digitale Bibliothek Kujawsko-Pomorska).